# 770 f.Kr.
| 770 f.Kr.          |
| ------------------ |
| Dødsfald - Fødsler |

## Begivenheder
- Bystaterne Chalkis og Eretria grundlægger de første, græske kolonier på øen Ischia.